# Gornji Orahovac (Kotor, Crna Gora)
Gornji Orahovac je naselje u Boki kotorskoj, u općini Kotor. 

## Povijest
U Gornjem Orahovcu je za vlasti Austro-Ugarske bila smještena redarstvena postaja. Danas se na istom mjestu nalazi vidikovac.

## Stanovništvo

### Nacionalni sastav po popisu 2003.
- Srbi -  28
- Crnogorci -  4
- neopredijeljeni - 4